# AEWA
El AEWA —es la sigla en inglés del Acuerdo para la Conservación de aves acuáticas migratorias africanas-eurasiáticas— tratado independiente internacional desarrollado bajo los auspicios de la UNEP/Convención sobre las Especies Migratorias. Concluyó el 16 de junio de 1995 en La Haya, entrando en vigor el 1 de noviembre de 1999, después que el número requerido de al menos catorce Estados Signatarios, comprendiendo siete de África y siete de Eurasia, lo ratificaran.
El AEWA cubre 235 especies de aves ecológicamente dependientes de humedales en al menos parte de su ciclo anual, incluyendo muchas especies de colimbos, Podicipedidae, pelícanos, cormoranes, Ardeidae, Ciconiidae, rálidos, ibis, Plateinae, flamingos, patos, cisnes, ánsares, grullas, Charadriiformes, gaviotas, Sternidae y aún el sureño Spheniscus demersus pingüino africano.
El acuerdo llega a 119 países, de Europa, partes de Asia, Canadá, Medio Este, África. El Acuerdo brinda acciones coordinadas y concertadas del sistema de migraciones (vías de vuelo) de aves acuáticas. De sus 119 signatarios, 58 se han reconvertido a un Contrato de AEWA, el 1 de noviembre de 2006.
Los Planes de Acción detallan direcciones de planificación con temas llaves como: especies y conservación de hábitats, manejo de las actividades humanas, estudio y monitoreo, educación e información, e implementación.